# アリアナ・ジョリー
アリアナ・ジョリー（Ariana Jollee、1982年9月29日 - ）は、アメリカ合衆国のポルノ女優。ニューヨーク州ロングアイランド出身。